# تصفية شركة
تصفية الشركة:

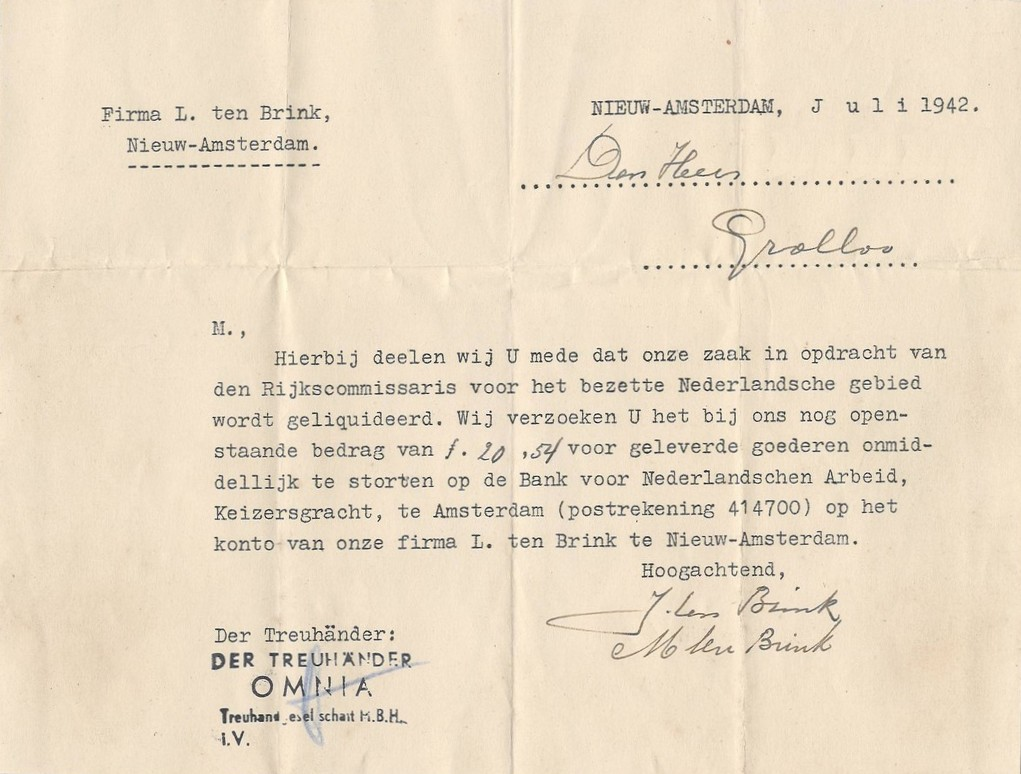

ويقصد بالتصفية مجموعة العمليات التي تهدف إلى إنهاء أعمال الشركة وتسوية كافة حقوقها وديونها لتحديد الصافي من أموالها لقسمته بين الشركاء .
- والأصل أن تتم أعمال التصفية طبقا لما هو منصوص عليه في عقد الشركة، وإذا خلا العقد من أحكام التصفية، وجب عندها اتباع الأحكام الواردة في نظام الشركات
- احتفاظ الشركة بشخصيتها أثناء التصفية تبرره الضرورة العملية من ناحيتين :

الناحية الأولى: أن التصفية تتطلب اتخاذ بعض الإجراءات كإنهاء أعمال الشركة، وتسوية حقوقها وديونها مما يستوجب بقاء الشخصية المعنوية للشركة.
الناحية الثانية: منع شيوع ملكية أموال الشركة بين الشركاء، فالشيوع يعطي دائني الشركاء الشخصيين الحق في مزاحمة دائني الشركة عند التنفيذ على أموالها، كما أنه يؤدي إلى وجوب إجماع الشركاء على إجراء من إجراءات الشركة .

## تعيين المصفي وعزله
المصفي ممثل قانوني للشركة باعتبارها شخصا معنويا، شأنه شأن المدير، فهو ليس وكيلا عن الشركاء ولا دائني الشركة .
ولقد تضمن نظام الشركات القواعد الخاصة بتعيين المصفي وبيان سلطاته . 
فإذا خلا عقد الشركة من طريقة تعيين المصفي، يقوم بالتصفية مصف واحد أو أكثر من الشركاء أو من غيرهم يعينهم الشركاء أو الجمعية العمومية، وفي بعض الأحيان يكون التعيين من قبل القاضي، وعلى حسب طريقة تعيين المصفي يكون عزله، فإن كان تعيينه نص عليه في عقد الشركة فلا بد من تعديل عقد الشركة لعزله، وإذا كان تعيينه من قبل الجميعة العمومية أو الشركاء كان لابد من الرجوع لهم لعزله، وأخيراً إذا عينه القاضي فلا يستطيع عزله إلا القاضي.

## سلطات المصفي
سلطات المصفي يحددها عقد الشركة أو قرار تعيينه، وتكون جميع أعماله وتصرفاته صحيحة وملزمة للشركة طالما أنها في حدود السلطات الممنوحة له .
ويمكن إجمال سلطات المصفي وواجباته في الأتي:
- شهر القرار الصادر بتعيينه والقيود المفروضة على سلطته، وذلك بطرق الشهر المقررة لتعديل عقد الشركة.
- جرد كافة أصول الشركة وخصومها، خلال ثلاثة أشهر من مباشرته عمله .
- استيفاء ما للشركة من حقوق وسداد ما عليها من ديون .
- تحويل موجدات الشركة (منقولا أو عقارا) إلى نقود عن طريق البيع بالمزاد العلني أو الممارسة ولكن ليس له أن يبيع أموال الشركة جملة أو أن يقدمها كحصة في شركة أخرى ما لم يصرح له بذالك
- لا يجوز له أن يبدأ أعمالا جديدة للشركة، إلا ما يكون منها لازما لإتمام أعمال سابقة.
- إعداد ميزانية وحساب أرباح وخسائر وتقرير عن أعمال التصفية ,
- إشهار التصفية بطرق الشهر المقررة لتعديل عقد الشركة بعد تصديق الشركاء أو الجمعية العامة على الحساب الختامي